# Salátka (usedlost)
Salátka (Cihelna) je bývalá usedlost v Praze 6-Vokovicích v ulici Horoměřická u zahrádkářské kolonie.

## Historie
Období vzniku usedlosti není uvedeno a nejsou uvedeni ani její majitelé. Kolem roku 1900 zde žilo 11 obyvatel. Hospodářské budovy dvora jsou od poloviny 20. století neudržované.